# Sitno Donje
 Ovo je glavno značenje pojma Sitno Donje. Za naselje na Mosoru, gradsko naselje Splita pogledajte Donje Sitno.
Sitno Donje je naselje u Šibensko-kninskoj županiji. Upravno pripada Gradu Šibeniku.
Obuhvaća željezničku stanicu Perković i naselje oko nje, te zaseoke: Jakelići, Njavrčići, Čatrnje, Kunčići, te Selo (Rakići, Praženi, Lučići, Arambašići, Vranjići, Ilići i Serajlići).
Susjedna naselja su Perković i Slivno (Šibenik) sa zapada, a Sitno s istočne strane.

## Zemljopis
Naselje Sitno Donje obuhvaća željezničku stanicu Perković i naselje oko nje, što se uobičajeno naziva Perković, po imenu stanice. Ostali dijelovi naselja su: Donji Jakelići ispod stanice, Gornji Jakelići (Njavrčići) poviše stanice, zatim Donje Čatrnje ispod pruge prema Drnišu, Gornje Čatrnje i Kunčići s desne, južne strane pruge, a zatim, na sjevernoj strani preko pruge i autoputa, redom: Rakići, Praženi, Lučići, Arambašići, Vranjići i Ilići, te Serajlići između pruge i autoputa. Sitno Donje je dio udoline koju s južne strane obrubuju padine Trovra (485m), a sa sjeverne strane Lučića umac i Mrčelin umac (480m). Na zapadnoj strani su dijelovi naselja Perković i Slivno, a na istočnoj strani naselje Sitno, koje pripada općini Prgomet u Splitsko-dalmatinskoj županiji.

## Stanovništvo
Prema popisu iz 2011. naselje je imalo 561 stanovnika.
| broj stanovnika | 223   | 248   | 291   | 285   | 233   | 323   | 281   | 385   | 466   | 572   | 705   | 726   | 693   | 694   | 627   | 561   | 457   |
|                 | 1857. | 1869. | 1880. | 1890. | 1900. | 1910. | 1921. | 1931. | 1948. | 1953. | 1961. | 1971. | 1981. | 1991. | 2001. | 2011. | 2021. |

## Povijesni pregled
Sitno Donje i Sitno dijelovi su povijesnog sela Sitnica (Sitno), koje se prvi put spominje u ispravi Bele IV 22. studenog 1251. u kojoj se potvrđuje dokle sežu sjeverna i istočna granica šibenskog područja: "Od mlinova na rijeci Krki, do Konjevrata ...na Sitnicu/Sichnicha, odatle na Lepenicu ..." te kao župa u novoosnovanoj biskupiji šibenskoj 1298. godine.
Sitnica se zatim spominje:
- 1401. u reformacijama ("izmjenama i dopunama") šibenskog statuta u propisima o čišćenju lokava (R108 i R109);
- 1430. u reformacijama šibenskog statuta, u propisu o organizaciji i radu sudaca za polja,putove i gromače (R211 i R212);
- 1434. u sporu oko granica, što je pod upravom Mlečana, a što potpada banskoj Hrvatskoj odnosno Ivanu Nelipiću knezu Cetinskom: "Prvi međaš počinje od strane sela Sitnica, koje pripada šibenskom okrugu;
- 1460. kada se utvrđuju granice između sela Sitnica i sela Koprno.

Nakon što su Turci poharali Sitno 1498. ono je ostalo pod njihovom kontrolom, a nakon tursko-mletačkog rata 1537. – 1540. i formalno je pripadalo Mućkoj nahiji (upravno područje), Kliškom sandžaku (vojna uprava) i kadiluku (sudska uprava) u Skradinu.
Sitnica je uvijek bila na administrativnim i crkvenim granicama, što je i dovelo do podjele na Sitno Donje i Sitno (Gornje).
Prvi spomen o podjeli povijesne Sitnice na dva dijela, Stara i Nova (Vetus et Nova), dolazi iz 15. stoljeća u spisu notara Campolongo (S. Gunjača, Ispravci i dopune, knjiga IV, Zgb. 1978.).
Nakon odlaska Turaka koncem 17. stoljeća i uspostave mletačke uprave na novoosvojenim područjima, Sitnica se dijeli na Sitno Donje i Sitno Gornje. Potvrda o tome dolazi iz 1711. u popisu posjednika za Sitno na trogirskom području, kada se za neke koji tamo imaju svoje posjede, izričito navodi da su iz Sitnog Donjeg (da Sitno Inf.). U praksi, svaka upravna i sudska jedinica, svaka za svoj dio Sitnog, koristila je isti naziv, Sitno, a uobičajeno su se prepoznavali kao Sitno trogirsko odnosno Sitno drniško.
Prilikom obnove crkvene organizacije nakon odlaska Turaka Sitno Donje je pripojeno župi Mirlovići šibenske biskupije. Uskoro nakon ukidanja trogirske biskupije 1830., kada je i župa Visoka sa selom Sitno (Gornje) opet došla u sastav šibenske biskupije, već 1836. Sitno Donje se izdvaja iz župe Mirlovići i pridružuje župi Visoka.

Od 1970. vodi se pod imenom župa Perković, iako joj selo Perković ne pripada. Naime, odlukom o njenom osnivanju nije dirano u organizaciju župe Danilo, pa toj župi i dalje pripadaju Slivno i Perković. Župi Perković pripadaju Bogdanovići, Sitno Donje i Sitno (Gornje). Župa je dobila ime po imenu željezničke stanice i pošte kojoj pripada.

## Podaci iz prošlosti

### Iz mletačkog katastra iz 1709.
U mletačkm katastru iz 1709. za područje Skradina i Šibenika (Catastico del trritorio di Scadrona e Sebenico) nalaze se popisi posjednika za dio Sitnog na šibenskoj strani (Ristretto di parte di Sitno) i za Zaplanje (Ristretto della villa di Zaplane), koji su se stopili u jedno naselje - Sitno Donje.
Na popisu posjednika u Zaplanju, koji su tu i nastanjeni, nalazi se samo sedam obitelji Rakić: 73 člana, 16 sposobnih za oružje, imaju 31 konja, 29 volova, 33 krave, 24 teladi i 680 ovaca. Osim njih tu su posjednici iz drugih mjesta: Čekeliš Jakov, Jakelić Bartul, Jakelić Stjepan, Musolinović Jure i Valešić Filip. Jakelić Bartul je na popisu nastanjenih u Danilu sa Slivnom, a posjednik je i u Pakovu Selu. 
Na popisu posjednika nastanjenih u dijelu Sitnog na šibenskoj strani su samo dvije obitelji Pragostini s 28 članova, 8 sposobnih za oružje, a imaju 10 konja, 11 volova, 14 krava, 6 teladi i 170 ovaca. Osim njih tu su i posjednici iz susjednih sela: Baković Dujo, Dražić Ivan i Dražić Nikola, Radnić Grgo kavaljer/vitez iz Drniša, Radnić Jakov, Storebrin Mijo i Škrapić Grgo.

### Iz austrijskog katastra 1840. – 1844.
Iz uvoda operata za poreznu procjenu za općinu Sitno Drniško/Sitno Donje:
- površina i obradivost:
  - 2513 jugera i 346 klaftera (1 juger = 5755 m2, 1 klafter = 3,6 m2)
  - 1543 čestice
  - plodno 17%, neplodno 82%, ostalo 1%.
- stanovništvo:
  - kuća 36, obitelji 28
  - žitelji 391: muških 196, ženskih 195, radnosposobnih 235.
- stoka: volova 78, krava 20, konja 26, magaradi 17, ovaca 1424, koza 931 i svinja 110.

Radi porezne procjene sve zemljište je razvrstano u pet kultura: njive, vrtli, vinogradi, pašnjaci i šume, a za svaku je utvrđeno nekoliko klasa.
 Za prvu klasu njiva kao ogledni primjer navodi se čest. 584 u predjelu Podvornice vlasništvo Ante Arambašić. Za drugu klasu primjer je njiva Lučić Jure u predjelu Ledine. Svi vinogradi, vrtli i pašnjaci su iste klase. Šume su u dvije klase, a kao primjer prve klase je ogreda Jakelić Frane na parceli br. 1050. 
U povjerenstvu za izradu dokumentacije u ime sela su sudjelovali: glavar Jakelić Petar, te izaslanici: Arambašić Ivan, Bačić Jure, Ilić Frane, Jakelić Jakov, Jakelić Mate i Vranjić Šimun.

### Eksproprijacija zemlje za gradnju željeznice 1875.
Pruga Split - Siverić s postajom Perković i odvojkom za Šibenik, prolazi uzduž porezne općine Sitno Drniško (Sitno Donje), pa je tamo uzeto daleko više zemljišta od privatnih posjednika nego u općini Slivno (s Perkovićem). Eksproprijacija je izvršena u ljeto 1875. Napravljen je popis posjednika s popisom čestica, vrstom zemljišta i površinom koja se oduzima, na osnovi kojeg je usklađivan novi obračun poreza. Popis počinje od Ilića i Serajlića, preko Vranjića, Arambašića, Kunčića i Jakelića, do Rakića i Ukića prema Suvom Docu. 
 Najviše je uzeto Jakelićima, jer je i stanica izgrađena na njihovim njivama i ogradama: Jakelić Petru p. Mate i sunasljednicima 12.697 m2 pašnjaka i 6.891 m2 oranica, a Jakelić Anti p. Luke 10.095 m2 oranica i 5.150 m2 pašnjaka.

### Dužnosniciu Sitnom Donjem 1933.
- glavar: Kunčić Petar
- odbornici: Kunčić Petar, Vranjić Stipan p. Mije, Serajlić Pilip p. Mate, Jakelić Ante p. Jure i Arambašić Paško p. Jakova
- arambaša: Vranjić Stipan p. Jakova
- podarambaša: Arambašić Paško p. Petra
- poljari: Kunčić Ante p. Nikole i Pražen Ivan p. Mate
- lugar: Arambašić Ivan p. Jakova.

## Crtice iz prošlosti

### Sitnjani u pobuni Zagorana protiv francuske uprave (1806. – 1813.)
Francuska vlst nije bila omiljena u Zagori, a u buntu su aktivno sudjelovali i Sitnjani. Za Malu Gospu 1806. kod sv. Jure u Sitnom (zajednička crkva za Sitno Donje i Sitno (Gornje)napadnuti su župnik Mirlovića fra Ante Jurić i župnik Visoke fra Ilija Soldo, jer da potpomažu novačenje za Napoleonova ratovanja davanjem podataka iz matičnih knjiga. Zamalo su ih kamenovali, a u smirivanju su se istakli Jure Jakelić iz Sitnog i Ilija Paić s Ljubostinja. Nekoliko dana kasnije, kada su glavari i predstavnici sela došli na Mirloviće na sastanak sa serdarom Božom Milovićem radi provjere popisa regruta, Sitnjani su napali glavara Mirlovića Franu Bulata, jer da pomaže regrutaciju. Na njega je skočio Mijo Ilić, Jure Jakelić je ovog puta potegao nož, a Ilija Paić udario je Bulata šakom u glavu. 
Sitnjani su se priključili velikim skupinama seljaka iz cijele Zagore, koja je pošla razoružavati Francuze u Trogiru. Kada se to smirilo, na putu kući preko Labina tražili su nekog Barišu Zovića, koji im se posebno zamjerio prilikom regrutacije. Kad ga nisu našli potpalili su mu kuću, a neki Škopljanac je vikao: Di je ti Bonaparte? Di je General da ga rasičemo na komade?.

### Ženidbene veze stranaca i domaćih cura prilikom gradnje pruge
- Na 5. veljače 1879. Marko Slatina iz Marine (Bosiljine) kod Trogira oženio je Matušu Serajlić-Banovac iz Sitnog, a kum je bio neki Ivan Novaković iz Drniša, koji je uz potpis upisao zanimanje guardiano alla I.R. ferovia (čuvar na carsko-kraljevskoj željeznici).
- Ružica Ivančević iz Cere, rođena 1856., od oca Šimuna i majke Matuše Šego, udala se 15.08.1880. za Giovania Santinellia iz Fabriano in Ancona.

### Djecaeuropske gospoderađaju se u Sitnom
U krševitom i siromašnom kraju, u novoj lijepoj željezničkoj zgradi na postaji Perković, rađala su se djeca stranaca zaposlenih na željeznici.
- Dana 03.09.1876. rođena je Albina-Maria kćer Berti Eugenia i Elene Bastiačić iz Bancho distretto di Kles-Tivolo, nastanjenih u Sitnom, a kuma je bila Katarina Serajlić.
- Dana 16.02.1877. rodio se Giuseppe sin Chase Biagio i Fabro, nastanjenih u Sitnom, quali operai alla ferovia, koji potječu dal villagio Pons dal Pago di Belluno.
- Dana 10. siječnja 1879. rodio se Rudolf-Karlo Hönisch od oca Ivana Hönisch i majke Luige Balling, vjenčanih u crkvi sv. Elizabete u Beču, nastanjenih u Perković-Slivnu. Otac djeteta je činovnik c.k. Dalmatinske državne željeznice. Kum je bio Petar Vojnović-Nakić, posjednik iz Drniša, a svjedok je bio i Ivan Barada, željeznički činovnik na postaji Perković-Slivno.

### 1937. glavar se žali da se ni po čemu ne vidi da su u Europi
U dugogodišnjem nastojanju za otvaranje škole glavar Petar Kunčić 30. siječnja 1937. općinskoj upravi u Drnišu piše: 
"Mnogo je desetljeća prošlo otkada selo Sitno Donje pripada općini Drniš. ... Nema takoreći ni jednog čavla nigdje zabijenog da bi čovjek mogao reći ovo je uspomena jedne općinske ili državne vlasti, a nema pak ni jedne druge tekovine po kojoj bi čovjek mogao zaključiti da je u Europi".
Zato seljani ovlašćuju glavara da moli "Ugledni Naslov" da im se iziđe ususret i što skorije otvori osnovnu školu.